# La sentencia / La celosa
«La sentencia / La celosa» es un disco de 78 RPM de la cantautora chilena Isabel Parra, hija de Violeta Parra, lanzado en 1957. Mientras que el Lado A es una composición de su madre, el Lado B, perteneciente a la tradición popular, era también parte de su repertorio. Ninguna de las dos canciones fue grabada por Violeta. Isabel incluye además «La celosa» en su álbum recopilatorio de 2010 Isabel canta a Violeta.

## Lista de canciones
| Lado A |                |               |          |  |
| N.º    | Título         | Música        | Duración |  |
| 1.     | «La sentencia» | Violeta Parra |          |  |

| Lado B |             |                     |          |  |
| N.º    | Título      | Música              | Duración |  |
| 2.     | «La celosa» | tradicional chilena |          |  |